# 10685 Kharkivuniver
10685 Kharkivuniver (1980 VO) là một tiểu hành tinh vành đai chính được phát hiện ngày 9 tháng 11 năm 1980 bởi E. Bowell ở Đài thiên văn Lowell's trạm Anderson Mesa. Its name refers to Kharkiv University ở Ukraina.